# Наджи, Реза
Сейид Реза Наджи (перс. سید رضا ناجی‎; 27 мая 1923, Исфахан — 15 февраля  1979, Тегеран) — иранский генерал времён правления шаха Мохаммеда Реза Пехлеви. На посту военного губернатора Исфахана упорно сопротивлялся Исламской революции. После победы исламских фундаменталистов казнён по приговору революционного трибунала.

## Генерал в Исфахане
Биография и подробности военной службы Резы Наджи в открытых источниках не отражены. Известно, что он занимал командные посты в сухопутных войсках Шаханшахского Государства Иран — пехотной, артиллерийской и танковой дивизиях. Служил в остане Исфахан. Имел звание генерал-майора.

## Противник Исламской революции
В период Исламской революции Реза Наджи занимал пост военного губернатора Исфахана. Он однозначно делал ставку на силовое подавление антишахского протестного движения. Подчинённые ему войска широко применяли оружие при разгонах революционных демонстраций. По аналогии с генералом Овейси в Тегеране, генерал Наджи получил прозвище «Исфаханский мясник».
9 августа 1978 толпа демонстрантов напала на отель «Шах Аббас» и попыталась его поджечь. Полицейские силы сумели вытеснить их с территории отеля. Данное нападение было использовано генералом Наджи для введения военного положения. В заявлении для прессы Наджи назвал демонстрации в Исфахане делом рук исламских марксистов.
После введения военного положения в Исфахане военный губернатор Наджи заявил, что магазины, предоставляющие предметы первой необходимости (например, такие хлеб), должны оставаться открытыми. Жителям города давалась возможность делать необходимые закупки в период вне комендантского часа.
Наджи попытался организовать в Исфахане общественное движение в поддержку шахского режима. Методы при этом использовались весьма характерные, приводящие к обратному результату. В середине декабря 1978 — за месяц до вынужденного отъезда Мохаммеда Реза Пехлеви из Ирана и за два месяца до победы Исламской революции — под эгидой Наджи была устроена монархическая демонстрация с лозунгами «Да здравствует шах!» и портретами Пехлеви.. В ходе этой акции монархисты и солдаты Наджи обстреливали закрытые в ходе забастовки магазины и автомобили «неблагонадёжных» водителей, прерывали всякое уличное движение, здравицы шаху заставляли кричать под угрозой расстрела, которую немедленно реализовывали. В этот день погибли двадцать пять человек.
В первую декаду февраля 1979 генерал Наджи находился в Тегеране. Он по-прежнему выступал за максимально жёсткий курс; вместе с генералом Абдолом Али Бадреи планировал военный переворот, отстранение от власти правительства Шапура Бахтияра и установление контрреволюционной военной диктатуры.

## Трибунал и казнь
11 февраля 1979 Исламская революция одержала победу. К власти пришли исламисты-теократы во главе с аятоллой Хомейни. Генерал Наджи был арестован и передан в распоряжение революционного трибунала под председательством Садека Хальхали.
Заседание трибунала состоялось 15 февраля 1979 в здании тегеранской Школы Рефах, где расположилась временная штаб-квартира Хомейни. В едином рассмотрении проходили дела шахских генералов Резы Наджи (военный губернатор Исфахана), Мехди Рахими (военный комендант и начальник полиции Тегерана), Манучехра Хосроудада (командование ВВС), Нематоллы Насири (бывший директор САВАК). Обвинения носили сугубо политический характер: «враги революции», «враги праведного порядка», «убийцы иранского народа», «распространители порчи на Земле», «приспешники шаха и Запада». Наджи обвинялся также в разгонах и расстрелах исфаханских демонстраций. Имеются свидетельства о жёстком физическом воздействии на обвиняемых, избиениях и пытках. Возможности защищаться им не предоставлялось. По оценкам очевидцев, Наджи, как и Насири, держался на процессе менее твёрдо, нежели Рахими и Хосроудад: был явно растерян, пытался оправдываться.
Все четверо были приговорены к смертной казни и поздно вечером расстреляны на крыше Школы Рефах. Они стали первыми репрессированными теократией исламской республики.

## Личность
Люди, знавшие Резу Наджи, характеризовали его как человека честного, добросовестного, трудолюбивого и активного. Рассказывают, что многих своих солдат он знал по именами, лично контролировал приготовление пищи, состояние казарм и умывальных и т.п. Приказ вывести войска на улицы Исфахана назван «ошибкой, которая подорвала его репутацию» — но определялась общим положением в стране.
Похоронен Мехди Рахими на кладбище Бехеште-Захра.